# Bob Orton, Sr.
Se quiser ver o filho de Bob Orton, Sr. consulte Bob Orton, Jr. Para ver o seu neto, consulte Randy Orton.
Robert Dale Orton, Sr. (Kansas City, 21 de Julho de 1929 – Las Vegas, 16 de Julho de 2006) foi um lutador de wrestling profissional estadunidense. Ele também foi conhecido como Bob Orton, Sr., ou somente Bob Orton. Ele foi pai de "Cowboy" Bob Orton e do ex-lutador Barry O, além de ser avô de Randy Orton.
Orton, Sr. acumulou títulos nas mais diferentes federações estadunidenses: American Wrestling Association, World Class Championship Wrestling, National Wrestling Alliance (onde foi por duas vezes NWA Tag Team Champion.

## Vida pessoal e aposentadoria
Orton foi marido de Rita, com quem casou-se em 22 de Janeiro de 1950. Juntos, tiveram três filhos: Cowboy Bob Orton, Barry O e Rhonda. Ele também foi avô do superstar da WWE Randy Orton.
Orton foi muito amigo de André the Giant. Aposentou-se em Julho de 2000 do wrestling, com 71 anos. Morreu em 16 de Julho de 2006, após sofrer sérios ataques no coração. Orton foi cremado em Las Vegas, Nevada, local onde morreu.